# اچ‌ام‌ای‌اس بونارو
اچ‌ام‌ای‌اس بونارو (به انگلیسی: HMAS Boonaroo) یک کشتی بود که طول آن ۳۹۱ فوت (۱۱۹٫۱۸ متر) بود. این کشتی در سال ۱۹۵۳ ساخته شد.